# Опір (фільм)
Опір (англ. Resistance) — фільм-драма Тодда Комарницького, знята 2003 року.

## Сюжет
Американський льотчик, збитий нацистами в окупованій Бельгії, закохується на місці посадки в одружену жінку, яка його лікує, поки її чоловік веде відчайдушну боротьбу у лавах Опору.

## У ролях
- Білл Пекстон — Теодор Брайс
- Джулія Ормонд — Клер Досуа
- Сандрін Боннер — Люсетт Оонлоп
- Філіпп Вольтер — Генрі Досуа
- Філіп Пітерс — капітан Хаас
- Жан-Мішель Вовк — Ентоні
- Ентоні Ван Лірде — Жан Бенуа
- Еріан Шлутер — Беатріс Бенуа